# Scharrenberger Mühle
Die Scharrenberger Mühle, teils auch als Heipertzer Hammer bezeichnet, ist eine ehemalige Wassermühle in der bergischen Großstadt Solingen. 

## Lage
Die ehemalige Scharrenberger Mühle befindet sich an der Straßenkreuzung Virchowstraße / Mühlenstraße nahe der namensgebenden Hofschaft Scharrenberg im Südosten der Ohligser Innenstadt. Das zu der Mühle gehörende Gebäude am Ufer des Viehbachs ist heute noch vorhanden. Bei der Scharrenberger Mühle wird die Mühlenstraße durch eine Unterführung unterhalb der Viehbachtalstraße geführt. Benachbarte Orte sind bzw. waren (von Nord nach West): Scharrenberg, Untenmankhaus, Altenufer, Neuenufer, Barl, Nassenweg und Scharrenbergerheide.

## Etymologie
Die Mühle hat ihren Namen von der angrenzenden Hofschaft Scharrenberg.

## Geschichte
Ursprünglich als einfacher Schleifkotten errichtet, entstand am Standort der späteren Mühle im 18. Jahrhundert ein Reckhammer, der 1787 als Scharrenberger Eisenhammer genannt wurde. Dieser wurde um die Wende zum 19. Jahrhundert in eine Mühle umfunktioniert. Der Mahlbetrieb wurde im Jahre 1801 aufgenommen. Die Mühle wurde in den Ortsregistern der Honschaft Barl geführt. Die Topographische Aufnahme der Rheinlande von 1824 und die Preußische Uraufnahme von 1844 verzeichnen die Mühle nur unbenannt südlich von Scharrenberg. Nach Gründung der Mairien und späteren Bürgermeistereien Anfang des 19. Jahrhunderts gehörte die Scharrenberger Mühle zur Bürgermeisterei Merscheid, die 1856 zur Stadt erhoben und im Jahre 1891 in Ohligs umbenannt wurde. 
Mit der Städtevereinigung zu Groß-Solingen im Jahre 1929 wurde die Mühle nach Solingen eingemeindet. 
1815/16 lebten fünf Menschen im Wohnplatz. 1832 war der Ort weiterhin Teil der Honschaft Barl innerhalb der Bürgermeisterei Merscheid, dort lag er in der Flur VIII. Wieveldick. Der nach der Statistik und Topographie des Regierungsbezirks Düsseldorf als Fruchtmühle kategorisierte Ort besaß zu dieser Zeit ein Wohnhaus, zwei landwirtschaftliche Gebäude und eine Mühle mit acht Einwohnern, davon einer katholischen und sieben evangelischen Bekenntnisses. Die Gemeinde- und Gutbezirksstatistik der Rheinprovinz führt den Ort 1871 mit zwei Wohnhäusern und 13 Einwohnern auf.
Der Betrieb der Mühle wurde 1930 eingestellt und das Gebäude in ein Wohnhaus umgewandelt.
Als einer der wenigen tatsächlich realisierten Abschnitte der geplanten Autobahn 54 entstand in den 1970er Jahren auf dem Teilstück An der Gemarke bis Mangenberg eine vierspurige Kraftfahrstraße durch das nahe der Mühle gelegene Viehbachtal. Dieses Teilstück der als L 141n gewidmeten Viehbachtalstraße, mit der Unterführung der Mühlenstraße, wurde am 31. August 1979 dem Verkehr übergeben. Nach zahlreichen Anwohnerbeschwerden über zu viel Lärm wurden im Folgejahr einige Maßnahmen für einen verbesserten Lärmschutz eingeleitet. Der Weiterbau der Viehbachtalstraße zwischen Mangenberg und dem Frankfurter Damm erfolgte bis 1981. Ein weiterer Ausbau unterblieb; die A 54 wurde nie fertiggestellt.:55 Nach der Scharrenberger Mühle wurde die Mühlenstraße benannt, die auf einem alten Hohlweg von Hüttenhaus nach Löhdorf an der Mühle vorbeiführt. Auch die Straße Ober der Mühle, nahe der Endstelle der Viehbachtalstraße bei Barl gelegen, hat ihren Namen von einer von der Mühle abgeleiteten Flurbezeichnung.